# Bundesstraße 466a
Die Bundesstraße 466a (Abkürzung: B 466a) ist eine sehr kurze Bundesstraße in Baden-Württemberg. Sie stellt die Verbindung von der Bundesstraße 466 nordöstlich von Heidenheim an der Brenz zur Anschlussstelle Heidenheim an der Bundesautobahn 7 her. Die B 466a hat eine Länge von etwa 1,5 km.